# 八木山緑町遺跡
八木山緑町遺跡（やぎやまみどりちょういせき）は宮城県仙台市太白区八木山緑町にある縄文時代・弥生時代から古代にかけての複合遺跡。石器・土器などの遺物のほか、竪穴建物跡などの遺構が見つかっている。国や自治体による史跡等文化財の指定または登録はされていない遺跡（周知の埋蔵文化財包蔵地）である。

## 解説
標高85メートル、仙台市南西部の八木山丘陵、向山幼稚園の南西隣にある。仙台平野にほど近く、平野部には弥生時代に水田（富沢遺跡）が開かれ、古墳時代に多数の古墳が築かれたが、縄文時代の遺跡は多くない。
3回の発掘調査は、仙台市教育委員会によって実施された。第1回は1995年（平成7年）の宅地造成のための事前調査として行われ、これによって縄文時代の竪穴建物跡5、弥生時代の竪穴建物跡2、土坑多数、遺物多数が発見された。第2次調査では弥生時代の土坑墓数基が見つかった。
第3次発掘調査は、2002年（平成14年）4月10日から5月13日に、350平方メートルで実施された。竪穴建物跡1、土坑7、ピット多数が見つかった。出土した161点の石器には、石鏃2、石匙2、尖頭器2、多数の剥片と不定形石器があり、礫石器23点の中には磨凹石9、磨石10、凹石1、敲石1、石皿2があった。土器のほとんどは縄文土器の大木式6式と7式に属する破片で、多くは深鉢ではないかとされる。